# Jázmin (keresztnév)
A Jázmin női név a Jasminum növénynemzetség nevéből származik, aminek az alapszava perzsa eredetű.

## Rokon nevek
- Jázmina:[1] a Jázmin -a képzős változata.

## Gyakorisága
Az 1990-es években szórványos név, a 2000-es években már a 4-31. leggyakoribb női név.

## Névnapok
- február 24.,[2] szökőévekben február 25.
- május 10.[2]
- július 12.

## Híres Jázminok és Jázminák
- Dammak Jázmin szépségkirálynő
- Jasmin Wagner német popénekesnő, színésznő